# Le Crabe-Tambour (film)
Ne doit pas être confondu avec Le Tambour (film).
Cet article concerne le film. Pour le roman dont il a été tiré, voir Le Crabe-Tambour.
Pour plus de détails, voir Fiche technique et Distribution.
Le Crabe-Tambour est un film français, réalisé par Pierre Schoendoerffer, sorti en 1977, adapté de son roman éponyme publié en 1976 chez Grasset. Il est inspiré par des épisodes de la vie du lieutenant de vaisseau Pierre Guillaume.

## Synopsis

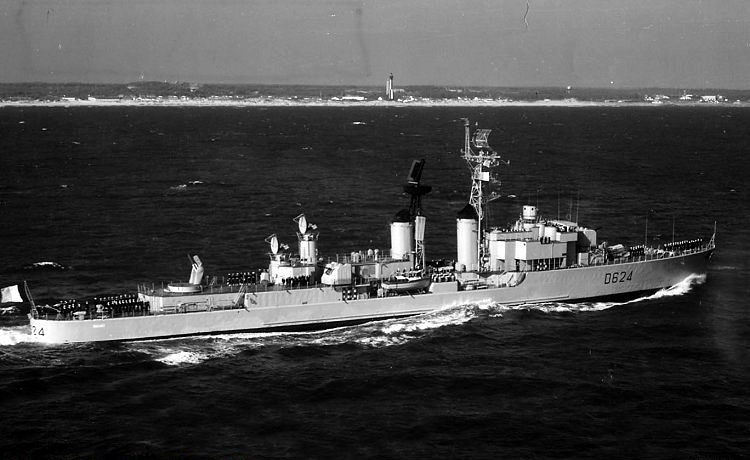
Le Bouvet (D624), escorteur d'escadre de type proche du Jauréguiberry sur lequel est tourné le film.

Atteint d'un cancer du poumon qu'il cache à son entourage, un officier de la marine nationale française se voit confier un ultime commandement qu'il a expressément réclamé, celui de l'escorteur d'escadre Jauréguiberry dont c'est également la dernière mission avant son désarmement. Il est chargé de l'assistance et de la surveillance de la grande pêche sur les bancs de Terre-Neuve. Le commandant mène aussi une quête personnelle, enracinée dans les guerres coloniales françaises depuis un événement sur le Mékong en 1948 : croiser une dernière fois un officier qu'il a connu, devenu capitaine de pêche qui commande le chalutier terre-neuvas Shamrock III. Le déroulement du film révèle qu'il avait donné sa parole à cet homme, parole qu'il n'avait pas pu tenir pour obéir à sa hiérarchie. On peut supposer que, durant toute sa vie qui maintenant s'achève, il a souffert de ce manquement.
Sa quête est relayée par les souvenirs du médecin du bord, qui accepte de fermer les yeux sur son état de santé, et de l'officier chef du service « énergie propulsion », un loup de mer qui aime à raconter de vieilles histoires bretonnes. Tous deux évoquent un ancien lieutenant de vaisseau surnommé le « Crabe-Tambour ». Les témoins successifs dressent peu à peu le portrait d'un personnage haut en couleur qui les a durablement marqués, et qui les a amenés à s'interroger sur leur propre vie.

## Fiche technique
- Titre : Le Crabe-Tambour
- Réalisation : Pierre Schoendoerffer
  - Assistants réalisateur : Léonard Guillain, Michel Picard, Marc Angelo (2e), Philippe Charigot (2e)
- Scénario : Jean-François Chauvel et Pierre Schoendoerffer, d'après le roman du même nom de ce dernier
- Musique : Philippe Sarde
- Photographie : Raoul Coutard
  - Cadre : Georges Liron
- Son : Raymond Adam
- Montage : Nguyen Long
- Conseils techniques : Pierre Dubrulle
- Production : Georges de Beauregard
- Sociétés de production : AMLF, Bela Productions, Lira Films, Renn Productions, TF1
- Société de distribution : AMLF (France)
- Pays de production :  France
- Langue originale : français
- Durée : 120 minutes
- Format : couleur (Eastmancolor) - 1,66:1 - 35 mm - mono
- Genre : aventures
- Date de sortie : 9 novembre 1977

## Distribution
- Jean Rochefort : le capitaine de vaisseau commandant de l'escorteur, traditionnellement surnommé « le vieux »
- Jacques Perrin : l'enseigne de vaisseau, puis lieutenant de vaisseau, Willsdorff (le « Crabe-Tambour »)
- Claude Rich : Pierre, le médecin-major (médecin de 1re classe de la Marine, aujourd'hui "médecin des Armées")
- Jacques Dufilho : l'officier chef du service « énergie propulsion » , ingénieur principal dit « le chef »
- Aurore Clément : Aurore, l'infirmière à Saint-Pierre-et-Miquelon
- Odile Versois : l'épouse au bistrot de l'ancien gendarme qui a assisté au procès de Willsdorff
- François Dyrek : l'ancien gendarme, patron du bistrot
- Jean Champion : l'admirateur de l'amiral Dönitz au bistrot
- Pierre Rousseau : Babourg, un ancien marin sous les ordres du « Crabe-Tambour » en Indochine, qui retrouve Pierre, le médecin, par hasard à Paris
- Bernard Lajarrige : le recteur
- Joseph Momo : Bongoba
- Yves Morgan-Jones : l'enseigne de vaisseau
- Nguyễn Long Cường
- Monsieur lucifer : le chat

Par ailleurs, plusieurs membres de l'équipage ont été figurants, notamment le maître timonier Wagner qui joue son propre rôle, ainsi que le maître-d'hôtel du Carré.

## Production

### Influences

#### La figure légendaire de Pierre Guillaume
Le réalisateur s'est exprimé à plusieurs reprises sur les rapports qui existent entre le véritable lieutenant de vaisseau Pierre Guillaume et le « Crabe-Tambour » :

« C'était un de ces capitaines légendaires ! Donc on a fait connaissance, et l'on s’est pris de sympathie. Quand j'ai commencé à écrire mon livre Le Crabe-Tambour, je me suis dit qu'il y avait dans son histoire quelque chose qui m'intéressait. Ce n'est pas sa biographie, c'est mon histoire telle que je l'ai rêvée… J'ai dédié mon roman à mon fils cadet, Ludovic, parce qu'enfant, il avait un petit ventre rond sur lequel il tambourinait, et comme il marchait à quatre pattes et de travers, je l'appelais le crabe. D'où le "Crabe-Tambour" ! Vous voyez, c’est quelque chose de tout à fait personnel. Ce n'est pas sa vie, ce n’est pas la mienne. C'est autre chose. »

— Pierre Schoendoerffer
À noter que l'officier Pierre Guillaume, dont le film s'inspire, a participé en personne au tournage du Crabe-Tambour comme conseiller technique et en tant que figurant. Lors de la scène du procès, il passait si souvent dans le champ de la caméra que Schoendoerffer a fini par lui demander de revêtir la robe de l'avocat de la défense de Jacques Perrin,. C'est ainsi qu'il s'est retrouvé figurant. Il y a notamment un gros plan sur lui après la réplique du « pacha » à Willsdorff.

### Préproduction

#### Participation de la Marine nationale
Une fois le projet de Schoendoerffer d'adapter son roman au cinéma lancé, il fallut trouver les moyens de le réaliser. Très rapidement, des accords furent obtenus auprès des cabinets du chef d’état-major de la Marine et du ministre des Armées durant la période de l'hiver 1976-1977,.
Au départ c'est le remorqueur de haute mer Centaure qui est mis à la disposition du réalisateur par la Marine nationale. Néanmoins, étant jugé trop peu représentatif de l'idée que l'on se fait d'un navire de guerre  le Centaure doit être finalement remplacé par un autre navire. C'est l'escorteur d'escadre Jaureguiberry qui fera l'affaire. Ce film sera la dernière mission de l'escorteur puisqu'il sera désarmé après celle-ci.

### Tournage
Le tournage a débuté au tout début du mois de janvier, et s'est poursuivi jusqu'au 16 avril 1977.
Après avoir embarqué à Brest, c'est en mer d'Iroise, avec un escorteur rapide et un hélicoptère Super-Frelon que sont réalisées les images du Jaureguiberry pris dans la tempête. Raoul Coutard, le chef-opérateur, ayant pris place, à bord de l'escorteur rapide, dans un local équipé d'un télépointeur gyrostabilisé. Le conseiller technique Pierre Dubrulle se souvient que : « par mer forte à très forte, en route parallèle et à même vitesse, [Raoul Coutard] filme le Jaureguiberry comme aucun bateau de guerre n'a été filmé ». Quant à l'opérateur Dominique Merlin, embarqué à bord du Super-Frelon, il multiplie les axes de prise de vues aérienne de l'escorteur.
L'officier des pêches Walter obtiendra l'embarquement de l'opérateur Dominique Merlin, à bord du Shamrock III de Fécamp, dernier chalutier « classique » à pratiquer la pêche sur le côté. Au moment de son transfert via un canot pneumatique Zodiac, Pierre Schoendoerffer lui dira : « Ramène-moi la peine des hommes ! ». Il ramènera du Shamrock une séquence documentaire sur le travail des Terres-neuvas.
Interrogé par le SIRPA Marine, Pierre Dubrulle se remémore les difficultés des prises de vue dans un environnement aussi hostile : « Au fil des jours, le tournage se poursuit par des météo changeantes : le « Jojo » tour à tour se couvre de glaces, progresse dans des étendues mouvantes et immaculées, est assailli de bourrasques de neiges, ouvre sa route au milieu d'un dallage de nénuphars de glaces qui se referment sur son sillage. »
La fin du tournage à bord du bateau correspond à son retour à quai avant son désarmement. Le débarquement a eu lieu à Lorient, où a été tournée la séquence finale dans laquelle on peut voir Jean Rochefort , « Le commandant quitte le bord » pour la dernière fois, salué par son équipage puis prendre place dans une voiture pour quitter le port. Le reste du tournage se déroulera en Thaïlande pour les séquences de l'Indochine (notamment sur la fameuse rivière Kwaï), et à Djibouti pour celles de l'Afrique.
Concernant les séquences françaises, de nombreuses scènes ont été tournées en Bretagne et l'enterrement de l'adjudant Willsdorff a été filmé dans un village en Alsace.Tandis que la rencontre à Mers El Kébir, entre Willsdorff et « Le Vieux » a été tournée sur la base d'hélicoptères de Saint Mandrier.

Lieux de tournage
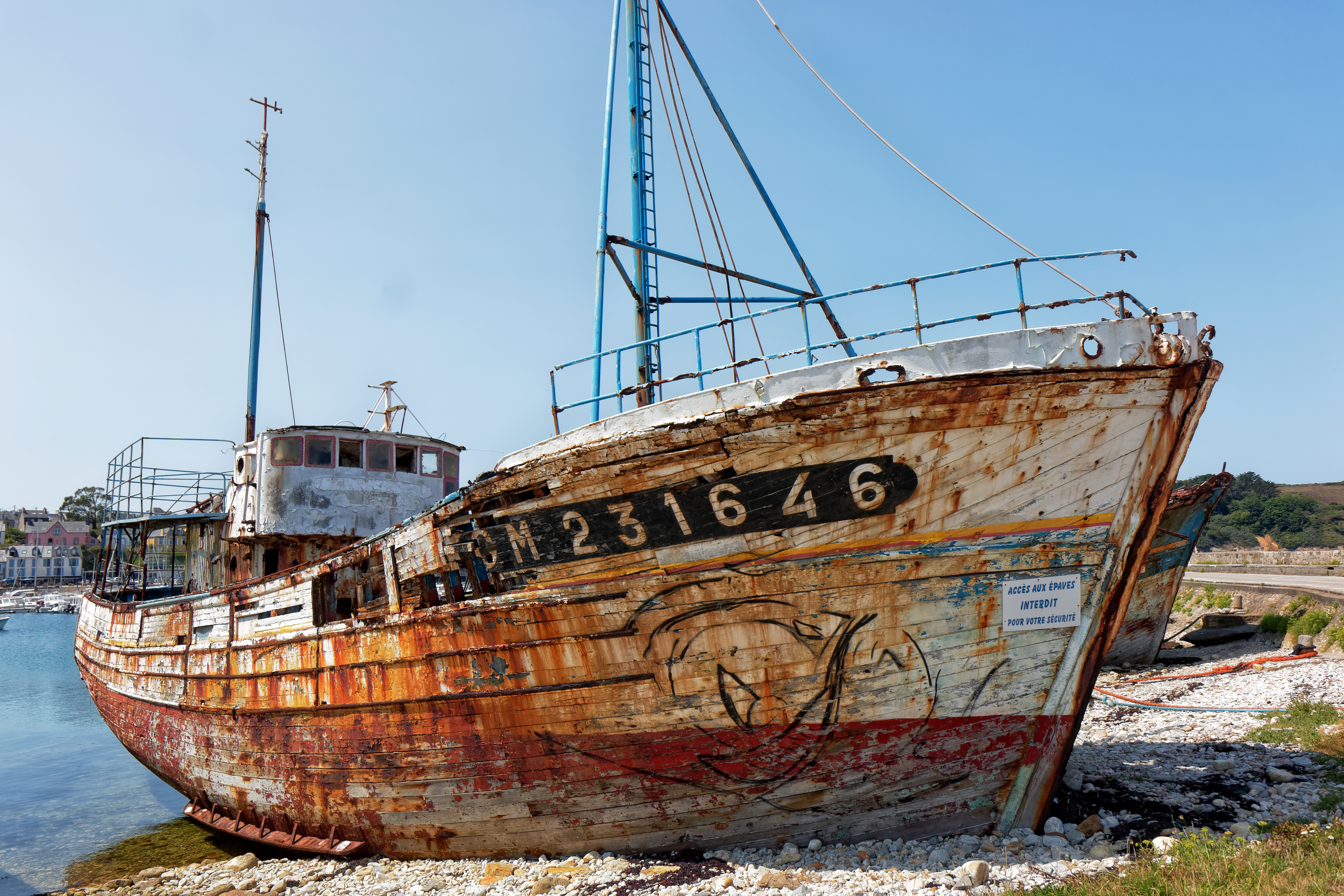
Épave de bateau à proximité du port de Brest (générique du film).
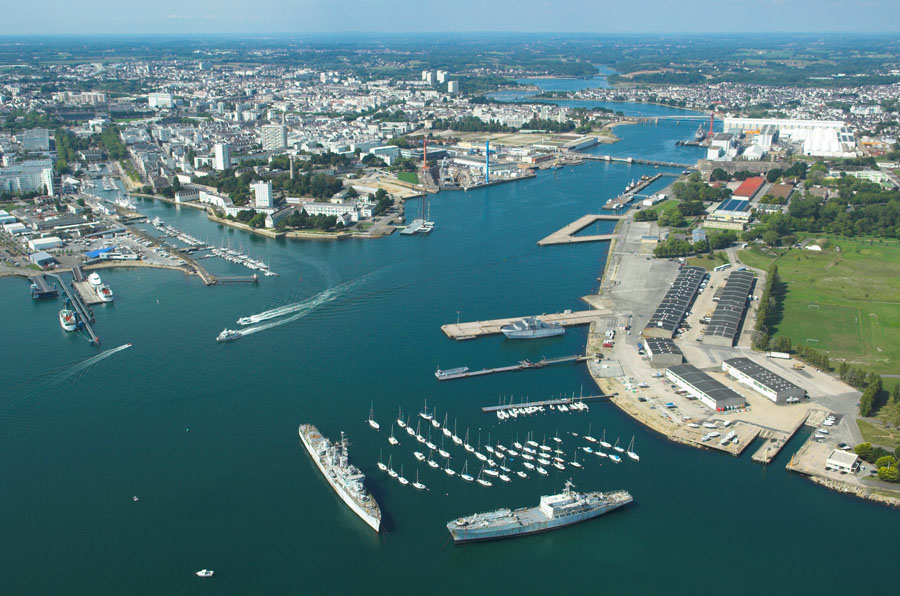
Vue du port de Lorient (d'où le Jaureguiberry gagne l'Atlantique nord).
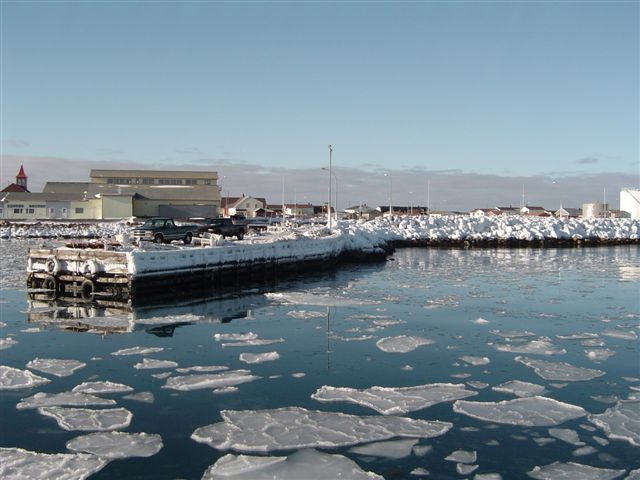
Vue du port de Saint-Pierre sous la glace.
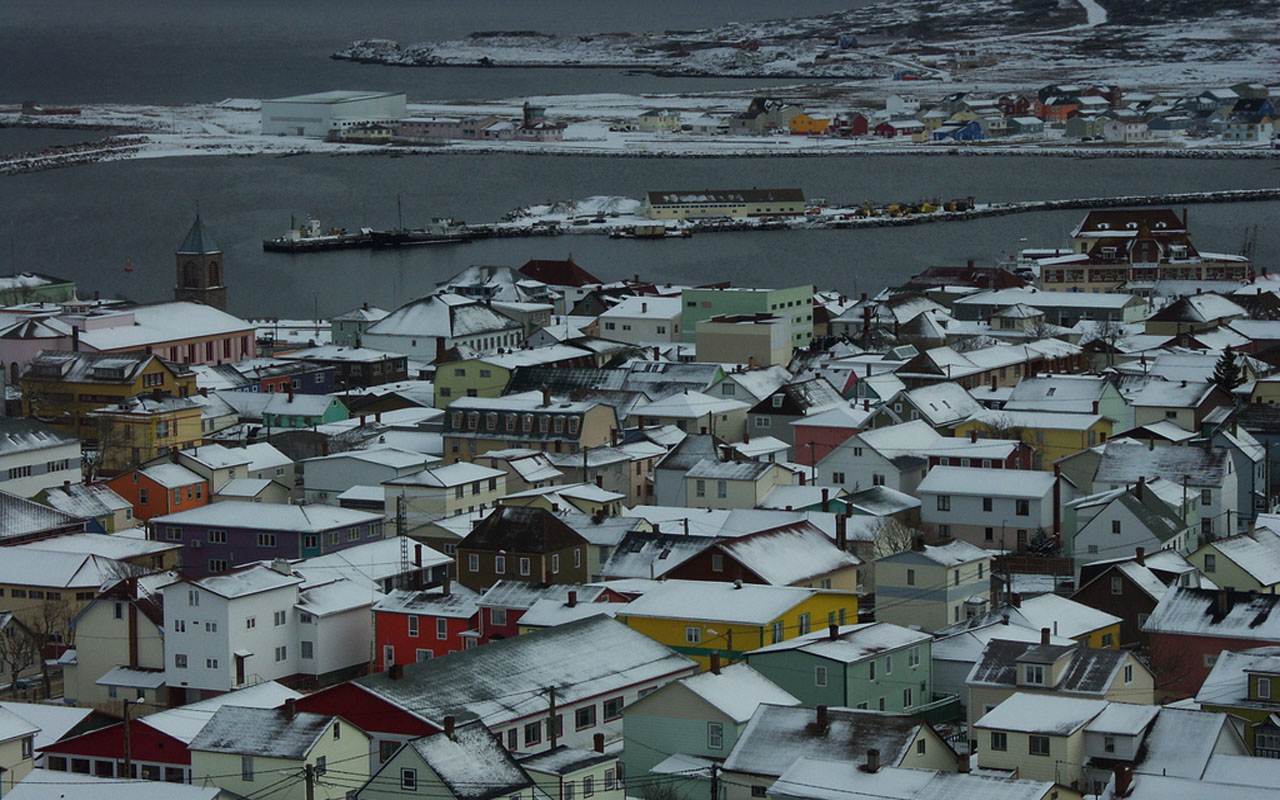
Vue de la ville de Saint-Pierre, dans l'archipel de Saint-Pierre-et-Miquelon.
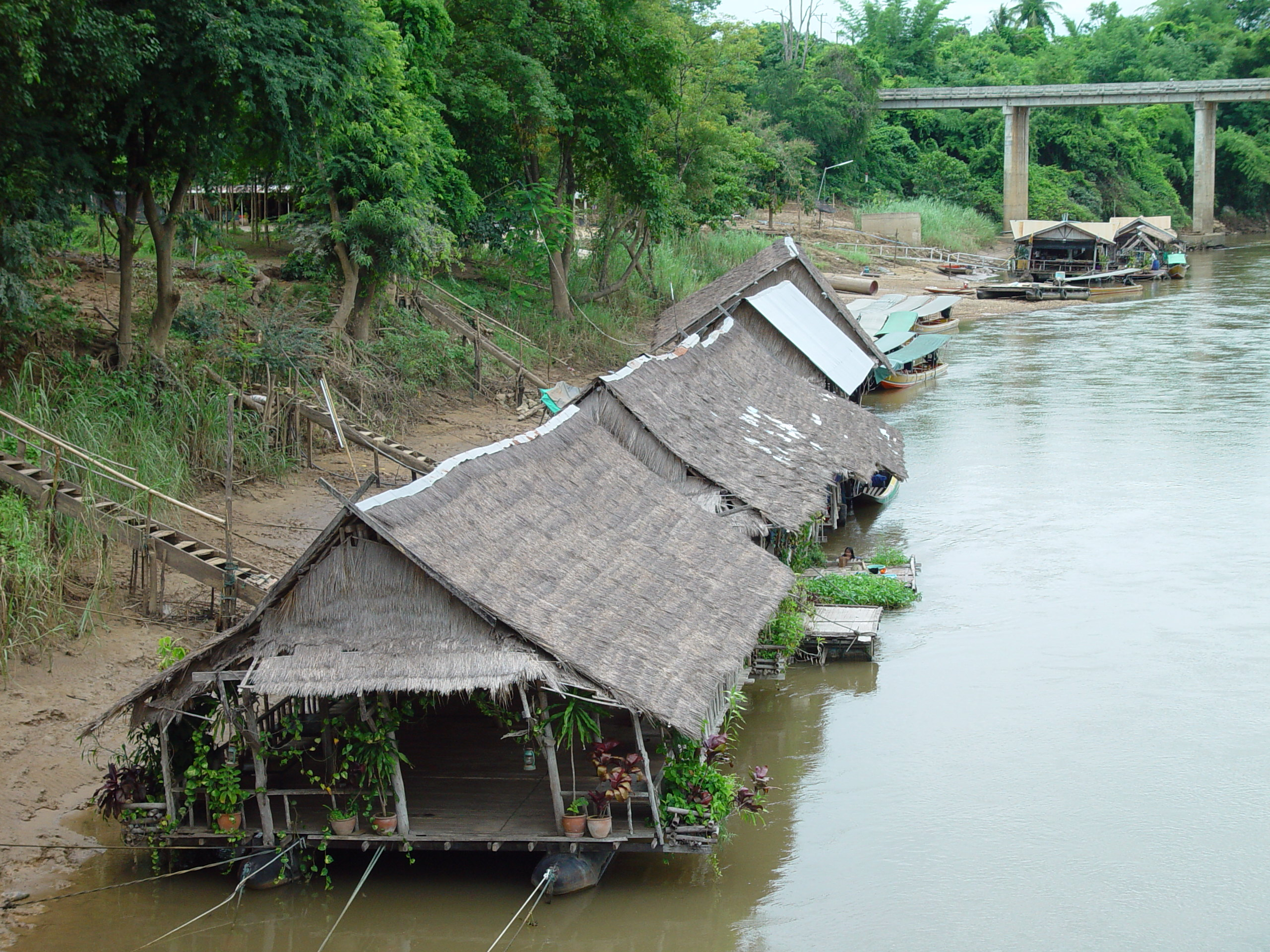
Vue de la rivière Kwaï en Thaïlande.

### Bande originale

#### Musique du film

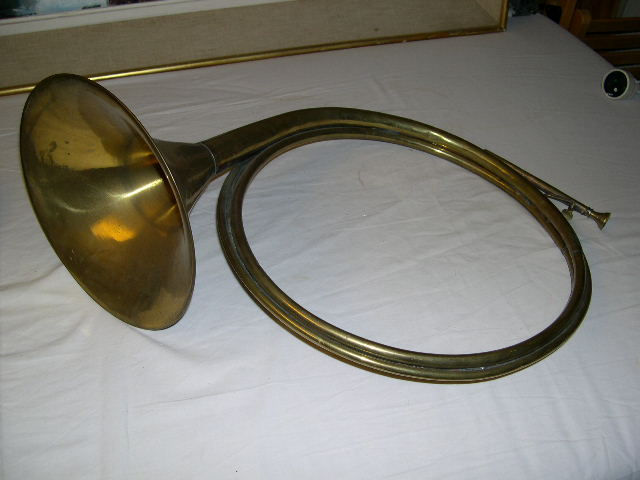
Le cor de chasse résonne à l'écran dès la première apparition du « Crabe-Tambour ».

Après avoir collaboré dans les années 1960 avec le compositeur Pierre Jansen sur La 317e Section et Objectif 500 millions, Pierre Schoendoerffer pense d'abord à confier la musique du Crabe-Tambour au célèbre Georges Delerue,, mais décide finalement de travailler avec Philippe Sarde, qui était à cette époque particulièrement prolifique. Schoendoerffer a indiqué à sa biographe Bénédicte Chénon qu'il désirait de la musique classique mais qu'il voulait rajouter « un petit peu de musique asiatique et des trompes de chasse, dans le genre sonneries de chasse ». Philippe Sarde a toutefois noté que ce dernier avait en même temps très peur de mélanger l'orchestre symphonique avec des instruments aussi inhabituels. L'exercice consistait, selon le compositeur, à « rentrer dans son univers nostalgique de l'armée qu'il avait traité dans la majorité de ses films ».

En accord avec le réalisateur, Philippe Sarde décide d'utiliser « un orchestre philharmonique de 60-70 musiciens avec un cor de chasse qui représente le crabe-tambour et un monocorde vietnamien qui inspire le souvenir du Mékong » et il ajoute que ces instruments disparates « cohabitent sans se marier ». Orchestrée et dirigée par le chef d'orchestre italien Carlo Savina, la partition orchestrale fait intervenir deux solistes : Michel Garcin-Marrou au cor de chasse et Trần Quang Hải au monocorde vietnamien. La partie purement symphonique de la musique est très athématique et menaçante, on l'entend essentiellement dans les génériques début et fin, ou pour accompagner les images de la proue du Jauréguiberry plongeant dans la mer déchainée. Plus mélodique, le thème du « Crabe-Tambour » joué au cor de chasse est parfois incarné à l'écran par un sonneur, mais le plus souvent, on l'entend sans le voir, pour bien symboliser les obsessions du commandant de l'escorteur, interprété par Jean Rochefort. Tandis que le son du monocorde vietnamien intervient surtout pour « réchauffer » les images d'une mer « emprisonnée de glace ». 

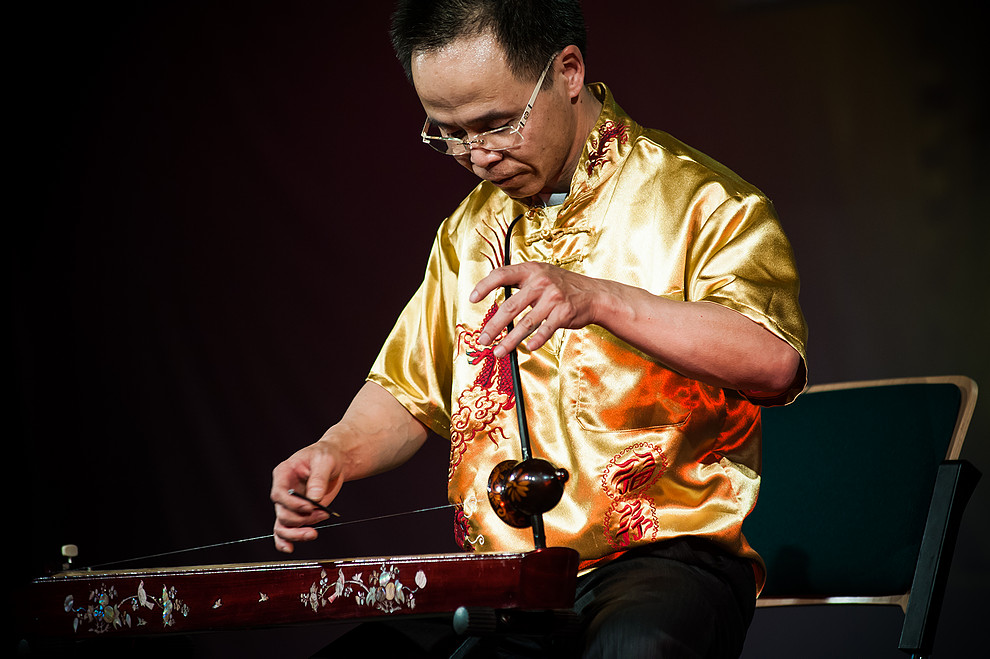
Le compositeur a utilisé un monocorde vietnamien pour évoquer les souvenirs liés au Mékong.

 Philippe Sarde insiste sur l'importance du caractère obsessionnel apporté par de tels instruments et par leur décalage : « Ces gens […] sont complètement obsédés par le Vietnam. […] On voit ces bateaux dans la glace et on entend cet instrument vietnamien… […] Ça ne vous fait pas penser au décor, mais à ce qu'ont les personnages dans la tête ». Malgré sa brièveté, la musique joue un rôle crucial pour dramatiser certaines scènes tout en apportant un contrepoint insolite aux décors du film. Pendant les séances d'enregistrement dans les studios CTS, Wembley à Londres, Philippe Sarde se souvient que le réalisateur était « très humble dans les séances avec l'orchestre » mais qu'il « s'est comporté tel un chef de régiment » lors de l'enregistrement du chant militaire, et que cela l'avait vraiment impressionné.
Le succès public du long-métrage entraîne la publication d'un 45 tours en 1977 sur le label Melba (qui a aussi publié la bande originale du film Mort d'un pourri) sur lequel on retrouve le thème principal du film réparti sur les deux faces du disque. Le caractère peu thématique et la nature expérimentale des alliages instrumentaux de cette bande originale ont retardé sa réédition sur CD, et il a donc fallu attendre pas moins de 42 ans pour voir paraître en 2019 une première intégrale avec cinq titres publiés sur une compilation à tirage limité du label français Music Box Records.
| Liste des morceaux sur la compilation de 2019 | Liste des morceaux sur la compilation de 2019 | Liste des morceaux sur la compilation de 2019 | Liste des morceaux sur la compilation de 2019 | Liste des morceaux sur la compilation de 2019 | Liste des morceaux sur la compilation de 2019 | Liste des morceaux sur la compilation de 2019 | Liste des morceaux sur la compilation de 2019 | Liste des morceaux sur la compilation de 2019 | Liste des morceaux sur la compilation de 2019 |
| No                                            | Titre                                         | Durée                                         |                                               |                                               |                                               |                                               |                                               |                                               |                                               |
| --------------------------------------------- | --------------------------------------------- | --------------------------------------------- | --------------------------------------------- | --------------------------------------------- | --------------------------------------------- | --------------------------------------------- | --------------------------------------------- | --------------------------------------------- | --------------------------------------------- |
| 1.                                            | Le Crabe-Tambour                              | 3:06                                          |                                               |                                               |                                               |                                               |                                               |                                               |                                               |
| 2.                                            | Willsdorff Terre-Neuve                        | 2:05                                          |                                               |                                               |                                               |                                               |                                               |                                               |                                               |
| 3.                                            | Roulis                                        | 2:11                                          |                                               |                                               |                                               |                                               |                                               |                                               |                                               |
| 4.                                            | Jauréguiberry                                 | 2:29                                          |                                               |                                               |                                               |                                               |                                               |                                               |                                               |
| 5.                                            | Les Fantômes Du Mékong                        | 2:15                                          |                                               |                                               |                                               |                                               |                                               |                                               |                                               |
| 12:06                                         |                                               |                                               |                                               |                                               |                                               |                                               |                                               |                                               |                                               |

#### Chansons et airs entendus dans le film
Le thème du « Crabe-Tambour », joué hors-champ à la trompe de chasse par le clairon Bocheau, lors de la première apparition de Willsdorff sur le toit d'un bateau remontant un fleuve en pleine jungle, s'inspire d'une fanfare de chasse nommée La Rallye Alésia.
On entend la chanson Paris jadis (écrite par Jean-Roger Caussimon et composée par Philippe Sarde) lorsque Claude Rich entre dans un restaurant vietnamien à Paris. À l'origine, cette chanson était interprétée par Jean Rochefort et Jean-Pierre Marielle pour le film Des enfants gâtés de Bertrand Tavernier.
On entend également la chanson Kashmir du groupe Led Zeppelin en fond sonore, lors d'une scène dans le bar de La morue joyeuse à Saint-Pierre.

### Analyse

#### Contexte historique et véracité des faits
Le film comporte d'authentiques repères historiques (la guerre d'Indochine, le putsch des généraux, la chute de Saïgon en 1975). L'action, qui se déroule essentiellement au sein de la Marine nationale, restitue bien les usages ou règlements en vigueur. L'ambiance sur la passerelle, notamment, est réaliste. Les ordres sont réglementaires et quelques phrases sont de ton juste : « Trop de monde sur cette passerelle », ou : « Le commandant n'aime pas qu'on parle sur sa passerelle en dehors du service. » Quant au débarquement du commandant (« Le commandant quitte le bord »), cette cérémonie est conforme au cérémonial militaire : la garde d'honneur présente les armes et les honneurs sont rendus au sifflet par le gabier siffleur.
Tout au long du film, Schoendoerffer s'efforce de dépeindre la réalité et la dureté du travail en mer. Parallèlement à l'histoire principale il filme le quotidien d'un navire d'assistance des pêches. Toutes les petites scènes qui montrent le travail quotidien (enlever la glace accumulée sur les ponts, par exemple), aussi bien que l'assistance en mer (soins apportés aux pêcheurs blessés, enquête pour faire la lumière sur la chute d'un marin qui a disparu en mer, tentative de sauvetage du yacht naufragé…), confèrent au film un aspect quasi documentaire.

#### Référence àLa 317e Section
Une scène montre le « Crabe-Tambour » aux funérailles de son frère, l'adjudant Willsdorff. Sur un journal se trouve une photo de ce dernier incarné par Bruno Cremer. Pierre Schoendoerffer fait ainsi apparaître son ami et acteur fétiche tout en marquant le lien avec La 317e Section (1965).

#### Religion
Le commandant malade confie à Pierre qu'il lit seul la Bible dans sa chambre, et il évoque la parabole des talents, « la plus terrible de toutes ». Bien que laïc, le chef mécanicien célèbre une cérémonie catholique à bord, en l'absence d'aumônier. Parmi les histoires bretonnes qu'il raconte figure celle d'un « mécréant » défiant un recteur dans le cimetière de l'église. Les Willsdorff sont protestants : l'adjudant est inhumé en Alsace en présence d'un pasteur, alors que le Crabe-tambour, captif en Afrique, a conservé sur lui une bible de poche. Le film est ainsi marqué par la foi protestante de Schoendoerffer.

## Distinctions

### Récompenses
- César 1978 :
  - Meilleur acteur pour Jean Rochefort
  - Meilleur acteur dans un second rôle pour Jacques Dufilho
  - Meilleure photographie pour Raoul Coutard
- Jules Verne Awards 1997 : prix légendaire

### Nominations
- César 1978 :
  - Meilleur film
  - Meilleur réalisateur pour Pierre Schoendoerffer
  - Meilleure musique pour Philippe Sarde